# Kopiec a-arny
Kopiec a-arny – uogólnienie pojęcia kopca binarnego, drzewo, w którym każdy ojciec posiada {\displaystyle a} synów. Każdy poziom kopca i zawiera ai wierzchołków, z wyjątkiem poziomu ostatniego n, który może mieć od 1 do an wierzchołków. 
Kopiec taki można zaprezentować w formie tablicy, o rozmiarze 1 + a + a2 + a3 +...+ an-1 + liczba liści. Każdy ze składników tej sumy jest reprezentacją jednego poziomu drzewa.